# Nastus (djur)
Nastus är ett släkte av skalbaggar. Nastus ingår i familjen vivlar.

## Dottertaxa tillNastus, i alfabetisk ordning[1]
- Nastus albinae
- Nastus albolineatus
- Nastus albomarginatus
- Nastus albopunctatus
- Nastus amoebaeus
- Nastus amoebanus
- Nastus beatus
- Nastus circassicus
- Nastus concinnus
- Nastus costatus
- Nastus devians
- Nastus fausti
- Nastus fraternus
- Nastus goryi
- Nastus helleri
- Nastus heydeni
- Nastus humatus
- Nastus kirschi
- Nastus kraatzi
- Nastus kuschakewitschi
- Nastus latifrons
- Nastus lederi
- Nastus lineatus
- Nastus lokayi
- Nastus longicornis
- Nastus luteosquamosus
- Nastus margelanicus
- Nastus mucoreus
- Nastus oschanini
- Nastus prolixus
- Nastus sareptanus
- Nastus seidlitzi
- Nastus speculator
- Nastus stierlini
- Nastus sulcifrons
- Nastus tessellatus
- Nastus tigrinus
- Nastus trapezicollis
- Nastus turbatus